# Juan de Orellana Pizarro
Juan de Orellana Pizarro, o Pizarro de Orellana (Nacido en Trujillo hacia 1510). Explorador, conquistador y colonizador del imperio incaico. Primo de Francisco Pizarro con quien pasó al Perú. 

## Reseña biográfica
El padre de Juan de Orellana Pizarro fue Hernando Alonso Orellana, cuya familia descendía de los Altamirano, uno de los linajes más añejos de Trujillo que predominaba siempre en el reparto de los escaños concejiles. Su madre era una Pizarro de la rama de los conquistadores, a la que esta familia se vincularía repetidamente.
En 1529, con apenas veinte años, se alistó junto con otros parientes con su primo Francisco cuando este pasó por Trujillo reclutando soldados para la empresa peruana tras las capitulaciones de Toledo con el Consejo de Indias y la emperatriz Isabel.
Hombre de confianza de sus primos Pizarro, destacó en la conquista y colonización de Perú. Era de los soldados más jóvenes, pero buen jinete. Partió de Panamá con el resto de la expedición a principios de 1531. Desde el principio, junto a Hernando de Soto, figura en las fuerzas de vanguardia y acompaña a este capitán en su entrevista con Atahualpa. Interviene en la captura del inca en Cajamarca, correspondiéndole en el reparto que se hizo allí en 1533 una fortuna que posteriormente acrecentó con otras propiedades. Participó en la larga cabalgada que hizo Hernando Pizarro con unos veinte hombres hasta Pachacámac para encontrar el oro escondido allí por los sacerdotes. Estuvo a continuación también en la vanguardia de las tropas que avanzaron hacia Cuzco, se distingue en la batalla de Vilcas y entra en la ciudad con Pizarro. Toma luego parte en la pacificación de Cuzco, de la que fue primer corregidor, pasando luego a Jauja. Todo ello le permitió retornar a España dueño de un gran capital, antes de comenzar la rebelión de los pizarristas contra la corona.

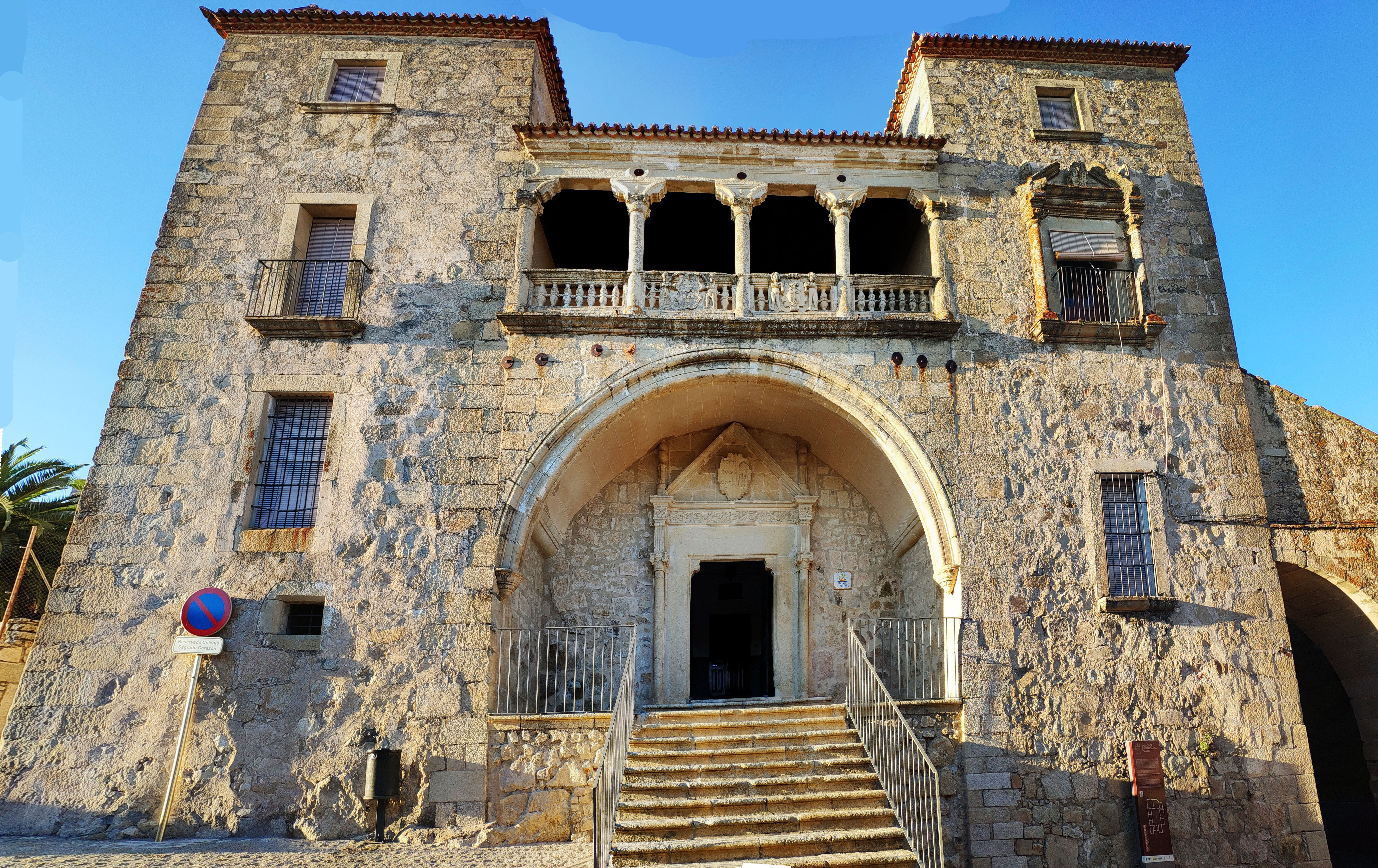
Palacio de Juan de Orellana Pizarro en Trujillo.

Adquirió en Trujillo la casa-fuerte medieval de Diego de Vargas en la calle de la Cuesta, que el arquitecto Alonso Becerra transformó en un elegante palacio renacentista plateresco; el palacio de los Orellana Pizarro sería la residencia familiar durante generaciones. En ella se alojó Cervantes de camino a Lisboa.
Juan de Orellana contrajo matrimonio al volver a su patria con Estefanía de Tapia y Pizarro, natural de Trujillo, señora de Magasquilla. Ella era la hija de Gonzalo de Tapia, uno de los compañeros de armas de Juan Orellana y otro de los jefes que gozó de la confianza de Francisco Pizarro, su pariente, y falleció en junio de 1536 al frente de sus hombres en la batalla de Huaytaró, en Huancavelica, Perú, durante la guerra que siguió a la rebelión de Manco Inca. En cuanto a su madre, Isabel de Vargas Pizarro, era una de las hijas legítimas del capitán Gonzalo Pizarro el Largo e Isabel de Vargas, y hermana de Hernando Pizarro.
Fue hijo suyo Hernando de Orellana Pizarro y Tapia, señor de Magasquilla, quien nació y murió en su palacio de Trujillo y casó en segundas nupcias con su parienta Francisca Pizarro Mercado, hija de Hernando Pizarro e Isabel de Mercado. Por este matrimonio los Orellana Pizarro accederán a la sucesión de los conquistadores en el marquesado de la Conquista, cuando la línea de Francisco Pizarro e Inés Yupanqui se extinga posteriormente.